# Gamma Hill
Der Gamma Hill ist ein  über 300 m hoher Hügel auf der Tabarin-Halbinsel im Norden des Grahamlands auf der Antarktischen Halbinsel. Er ragt am Ufer des Fridtjof-Sunds auf.
Die Benennung des Hügels erfolgte im Anschluss an weitreichende geophysikalische Untersuchungen des Falkland Islands Dependencies Survey zwischen 1959 und 1960. Namensgebend ist das Gamma, eine seit 1970 durch das Tesla abgelöste Einheit für die magnetische Flussdichte.